# Pterocaesio capricornis
Pterocaesio capricornis är en fiskart som beskrevs av Smith och Smith, 1963. Pterocaesio capricornis ingår i släktet Pterocaesio och familjen Caesionidae. Inga underarter finns listade i Catalogue of Life.